# Helge Auleb
Helge Arthur Auleb (Gehren, 24 marzo 1887 – Düsseldorf, 14 aprile 1964) è stato un militare tedesco.
Auleb fu comandante della 6ª divisione di fanteria, parte del VI corpo d'armata durante la Battaglia di Mosca nell'ottobre del 1941. Il 26 dicembre di quello stesso anno, per la perizia dimostrata, ricevette la croce tedesca in oro come ricompensa.

## Biografia
Helge Auleb entrò il 1 marzo 1907 come cadetto nell'esercito granducale dell'Assia, 117º fanteria. Il 18 agosto 1908 venne promosso tenente ed incluso come ufficiale della 2ª compagnia del suo reggimento. Durante la prima guerra mondiale, Auleb fu dapprima comandante di compagnia e dal 1917 venne dislocato a vari livelli nella propria divisione. Dopo la guerra fu per un breve tempo impiegato ancora nel corpo dei volo dell'Assia per poi essere incluso nella Reichswehr nel 36º reggimento di fanteria e poi nel 22º reggimento fucilieri ed infine nel 15º reggimento di fanteria dove rimase sino al suo trasferimento, avvenuto il 1 febbraio 1924, a Weimar nello staff della 3ª divisione di cavalleria. Dal 1 ottobre 1927 al 30 settembre 1930, fu impiegato a Königsberg. Lavorò quindi nello staff della 1ª divisione e dal 6 al 23 ottobre del 1931 fu impegnato nel corso di tiro per ufficiali promosso dall'arma di fanteria a Döberitz.
Il 6 ottobre 1936 Auleb venne nominato comandante del 39º reggimento di fanteria. Il 1 febbraio 1939 venne nominato maggiore generale e poi quartiermastro della V Armata. Durante la campagna sul fronte occidentale il 15 giugno 1940 venne nominato capo dello staff del comando militare della Francia settentrionale. Rimase quindi in tale posizione sino al 25 luglio 1940 quando divenne comandante del 72ª divisione di fanteria. Il 5 settembre 1940 venne sollevato dal suo incarico e sino al 19 settembre rimase in fureria, nella riserva, ottenendo quindi il comando della 290ª divisione di fanteria. Il 14 ottobre di quello stesso anno divenne comandante della 6ª divisione di fanteria ed il 1 dicembre 1940 venne promosso tenente generale.
Il 20 dicembre 1942 venne assegnato nel Caucaso per poi subentrare dal 26 luglio al 15 agosto 1943 come comandante del XXXIX corpo d'armata di montagna. Il 17 settembre 1943 divenne comandante della zona A di guerra. Il 1 dicembre 1943 venne promosso al grado di generale di fanteria.
Il 18 dicembre 1943 Auleb fu trasferito al comando appena creato delle truppe tedesche in Transnistria. Auleb ricevette quindi il 24 giugno 1944 l'incarico di comandante generale del LXIX corpo d'armata col quale cadde prigioniero degli inglesi col finire della seconda guerra mondiale. Venne successivamente preso in custodia dagli americani e rilasciato il 30 settembre 1947. Presenziò come testimone al processo di Norimberga.